# Solidaridad (Morelos)
Solidaridad es una localidad del estado mexicano de Morelos. Es parte del municipio de Temixco.

## Demografía
| Censo | Población |
| ----- | --------- |
| 2000  | 312       |
| 2010  | 686       |
| 2020  | 1003      |